# Dominicaines missionnaires des campagnes
Les Dominicaines missionnaires des campagnes forment une congrégation religieuse féminine  de droit pontifical. 

## Historique
En 1902, Bernadette Beauté (1876-1969) forme un groupe d'une quinzaine d'ouvrières des filatures d'Audincourt dans l'archidiocèse de Besançon. Le groupe est dissout deux ans plus tard par le nouveau curé. Bernadette fait la connaissance d'une veuve, madame Amiot ; ensemble elles fondent le 8 septembre 1907 les Filles de la Foi avec le soutien de l'archevêque de Besançon, afin d'assurer la transmission de la foi dans les campagnes, d'où les congrégations religieuses ont été expulsées en 1902 à cause des lois anti-congrégationnistes de la IIIe République. La mort de l'archevêque en 1909 et celle de madame Amiot en 1911 obligent les sœurs dont Bernadette Beauté (en religion Marie de Saint-Jean) à mener une vie itinérante puis à s'installer dans le diocèse de Saint-Claude.
Elles prennent la direction de l'école libre de Villers-Farlay et font la connaissance en 1922 du père Marie-Dominique Chauvin, dominicain (1872-1941), qui les intègre au Tiers-Ordre dominicain et change leur nom en celui de Filles de Catherine de Sienne, Dominicaines missionnaires des campagnes. Cependant, le Père Chauvin s’érige en fondateur et s'oppose à propos de l'organisation des religieuses ; et c'est l'arrivée de Sœur Marie de la Trinité en 1929 qui va débloquer la situation. De dix sœurs en 1930, la congrégation passe à cinquante seulement quatre ans plus tard, et à 374 en 1952. 
En 1932, la congrégation des Dominicaines missionnaires des campagnes est agrégée à l’ordre des Prêcheurs ; la même année, elle est érigée canoniquement par Mgr Feltin, évêque de Troyes. En 1939, la congrégation s'installe à Flavigny (diocèse de Dijon) dans l'ancienne maison de Lacordaire (restaurateur des dominicains en France) pour y abriter sa maison généralice. L'institut reçoit le décret de louange le 23 octobre 1962.

## Activités et diffusion
Les sœurs se consacrent à l'apostolat dans les zones rurales, dans l'enseignement, le soin des malades et d'autres œuvres sociales et caritatives. Après le concile Vatican II, elles vivent d'activités salariées (assistantes sociales, infirmières, postières, etc.) et demeurent dans des maisons ou appartements de trois à quatre sœurs. Aujourd'hui, La congrégation « ne souhaite pas avoir de nouvelles recrues », la moyenne d'âge étant de 86 ans en 2016.
Elles sont présentes en France. 
La maison généralice installée à Luzarches en 1969 est transférée en janvier 2017 à Dijon.
En 2017, l'institut comptait 159 sœurs dans seize maisons.